# Coyle (Washington)
Coyle az Amerikai Egyesült Államok északnyugati részén, Washington állam Jefferson megyéjében elhelyezkedő önkormányzat nélküli település.
Coyle postahivatala 1908 és 1928 között működött. A település névadója George Coyle telepes.

## Fordítás
- Ez a szócikk részben vagy egészben  a   Coyle, Washington című angol Wikipédia-szócikk ezen változatának fordításán alapul.  Az eredeti cikk szerkesztőit annak laptörténete sorolja fel. Ez a jelzés csupán a megfogalmazás eredetét és a szerzői jogokat jelzi, nem szolgál a cikkben szereplő információk forrásmegjelöléseként.